# Eddapriset för bästa film
Detta är en lista över filmer som har tilldelats Eddapriset i kategorin Bästa film. Vinnarna utses årligen av akademien Íslensku Kvikmynda- og Sjónvarpsverðlaunin sedan 1999. Priset delades inte ut 2009.

## Vinnare
| År                                      | Film                                                                                 | Regissör |
| --------------------------------------- | ------------------------------------------------------------------------------------ | -------- |
| 1999                                    |                                                                                      |          |
| Den goda fröken och Huset               | Guðný Halldórsdóttir                                                                 |          |
| Dansinn                                 | Ágúst Guðmundsson                                                                    |          |
| Utan några spår                         | Hilmar Oddsson                                                                       |          |
| 2000                                    |                                                                                      |          |
| Universums änglar                       | Friðrik Þór Friðriksson                                                              |          |
| 101 Reykjavík                           | Baltasar Kormákur                                                                    |          |
| Íslenski draumurinn                     | Róbert I. Douglas                                                                    |          |
| 2001                                    |                                                                                      |          |
| Måsskratt                               | Ágúst Guðmundsson                                                                    |          |
| Ikíngut                                 | Gísli Snær Erlingsson                                                                |          |
| Villiljós                               | Ragnar Bragason, Dagur Kári, Inga Lísa Middleton, Ásgrímur Sverrisson och Einar Thor |          |
| 2002                                    |                                                                                      |          |
| Hafið                                   | Baltasar Kormákur                                                                    |          |
| Fálkar                                  | Friðrik Þór Friðriksson                                                              |          |
| Regína                                  | María Sigurðardóttir                                                                 |          |
| 2003                                    |                                                                                      |          |
| Nói albinói                             | Dagur Kári                                                                           |          |
| Stella í framboði                       | Guðný Halldórsdóttir                                                                 |          |
| Stormy Weather                          | Sólveig Anspach                                                                      |          |
| 2004                                    |                                                                                      |          |
| Kallt ljus                              | Hilmar Oddsson                                                                       |          |
| Dís                                     | Silja Hauksdóttir                                                                    |          |
| Niceland (Population. 1.000.002)        | Friðrik Þór Friðriksson                                                              |          |
| 2005                                    |                                                                                      |          |
| Dark Horse                              | Dagur Kári                                                                           |          |
| One Point O                             | Jeff Renfroe och Marteinn Thorsson                                                   |          |
| Strákarnir okkar                        | Róbert I. Douglas                                                                    |          |
| 2006                                    |                                                                                      |          |
| Brottsplats Jar City                    | Baltasar Kormákur                                                                    |          |
| Blóðbönd                                | Árni Ólafur Ásgeirsson                                                               |          |
| Children                                | Ragnar Bragason                                                                      |          |
| 2007                                    |                                                                                      |          |
| Foreldrar                               | Ragnar Bragason                                                                      |          |
| Den brysomme mannen                     | Jens Lien                                                                            |          |
| Efter lugnet                            | Guðný Halldórsdóttir                                                                 |          |
| 2008                                    |                                                                                      |          |
| Brudgummen                              | Baltasar Kormákur                                                                    |          |
| Reykjavik-Rotterdam                     | Óskar Jónasson                                                                       |          |
| Country Wedding                         | Valdis Óskarsdóttir                                                                  |          |
| 2010                                    |                                                                                      |          |
| Bjarnfreðarson                          | Ragnar Bragason                                                                      |          |
| Desember                                | Hilmar Oddsson                                                                       |          |
| Mamma Gógó                              | Friðrik Þór Friðriksson                                                              |          |
| 2011                                    |                                                                                      |          |
| Brim                                    | Árni Ólafur Ásgeirsson                                                               |          |
| Órói                                    | Baldvin Zophoníasson                                                                 |          |
| The Good Heart                          | Dagur Kári                                                                           |          |
| 2012                                    |                                                                                      |          |
| Volcano                                 | Rúnar Rúnarsson                                                                      |          |
| Either Way                              | Hafsteinn Gunnar Sigurðsson                                                          |          |
| City State                              | Olaf de Fleur Johannesson                                                            |          |
| 2013                                    |                                                                                      |          |
| Djupet                                  | Baltasar Kormákur                                                                    |          |
| Frost                                   | Reynir Lyngdal                                                                       |          |
| Black's Game                            | Óskar Thór Axelsson                                                                  |          |
| 2014                                    |                                                                                      |          |
| Om hästar och män                       | Benedikt Erlingsson                                                                  |          |
| Metalhead                               | Ragnar Bragason                                                                      |          |
| XL                                      | Marteinn Thorsson                                                                    |          |
| 2015                                    |                                                                                      |          |
| Life in a Fishbowl                      | Baldvin Zophoníasson                                                                 |          |
| Borgríki 2                              | Olaf de Fleur Johannesson                                                            |          |
| Paris of the North                      | Hafsteinn Gunnar Sigurðsson                                                          |          |
| 2016                                    |                                                                                      |          |
| Bland män och får                       | Grímur Hákonarson                                                                    |          |
| En väldig vänskap                       | Dagur Kári                                                                           |          |
| Sparrows                                | Rúnar Rúnarsson                                                                      |          |
| 2017                                    |                                                                                      |          |
| Heartstone                              | Guðmundur Arnar Guðmundsson                                                          |          |
| The Oath                                | Baltasar Kormákur                                                                    |          |
| Sundáhrifin                             | Sólveig Anspach                                                                      |          |
| 2018                                    |                                                                                      |          |
| Under the Tree                          | Hafsteinn Gunnar Sigurðsson                                                          |          |
| Winter Brothers                         | Hlynur Pálmason                                                                      |          |
| Svanen                                  | Ása Helga Hjörleifsdóttir                                                            |          |
| 2019                                    |                                                                                      |          |
| Woman at War                            | Benedikt Erlingsson                                                                  |          |
| And Breathe Normally                    | Isold Uggadottir                                                                     |          |
| Let Me Fall                             | Baldvin Zophoníasson                                                                 |          |
| 2020                                    |                                                                                      |          |
| Agnes Joy                               | Silja Hauksdóttir                                                                    |          |
| En vit, vit dag                         | Hlynur Pálmason                                                                      |          |
| Bergmál                                 | Rúnar Rúnarsson                                                                      |          |
| 2021                                    |                                                                                      |          |
| Gullregn                                | Ragnar Bragason                                                                      |          |
| Last and First Men                      | Jóhann Jóhannsson                                                                    |          |
| Between Heaven and Earth                | Najwa Najjar                                                                         |          |
| 2022                                    |                                                                                      |          |
| Lamm                                    | Valdimar Jóhannsson                                                                  |          |
| Cop Secret                              | Hannes Þór Halldórsson                                                               |          |
| Wolka                                   | Árni Ólafur Ásgeirsson                                                               |          |
| 2023                                    |                                                                                      |          |
| Beautiful Beings                        | Guðmundur Arnar Guðmundsson                                                          |          |
| A Letter from Helga                     | Ása Helga Hjörleifsdóttir                                                            |          |
| Against the Ice                         | Peter Flinth                                                                         |          |
| Godland                                 | Hlynur Pálmason                                                                      |          |
| Summerlight... and Then Comes the Night | Elfar Adalsteins                                                                     |          |